# 寶田明
寶田明（日语：／ Takarada Akira，1934年4月29日—2022年3月14日）日本演員，因出演哥斯拉系列电影而聞名。

## 生平
寶田明於1934年出生於日本統治下的朝鮮，曾在满洲国生活過一段時間。他的父親則在南滿洲鐵道擔任工程師。寶田一家在第二次世界大戰結束前留在哈尔滨市，並在該處學會普通話和英語。在戰後則家人移居至同盟國軍事佔領的日本。並從博多來到新潟縣岩船郡村上元町（現村上市），搬到大久町戶田家的菩薩寺增行寺。在寺廟裡住了兩年半，並就讀於當地的村上元町國立學校。。
在1953年於東京都立豊島高等学校畢業後，於同年4月加入東寶，作為他們新面孔計劃的一部分。並在同年參演電影《自由鍾聲》。
次年，他首次出演特攝電影《哥吉拉》飾演任職於南海打撈所的尾形秀人，因在電影中清秀的外表及成熟的性格而聲名大噪，成為當時東寶最受歡迎的演員之一，並在後續的哥斯拉系列电影多次出演，包括《摩斯拉對哥吉拉》（1964）、《怪獸大戰爭》 （1965） 、《哥吉拉·伊比拉·摩斯拉_南海大決鬥》（1966）、《哥吉拉vs摩斯拉》（1992）《哥吉拉 最後戰役》(2004) 中。因而被譽為日本特攝電影的代表演員。
此外，他也出演其他東寶所拍攝的科幻/特攝電影，包括《獸人雪男》（1955）、《世界大戰爭》（1961）、《金剛的逆襲》（1967）和《緯度0大作戰》（1969）。此外1960年代，他在東寶與香港國泰影業的合拍片《香港之夜》與香港女演員尤敏合作，在香港、台灣等亞洲地區大放異彩。
在參演電影後，他將活動擴展到音樂劇界 ，並因參演《窈窕淑女》而獲得人氣，同時也是日本音樂劇演員的先驅。1970年，寶田與原與百老匯作曲家兼作詞家哈羅德·羅梅合作準備拍攝音樂劇《亂世佳人》。寶田原定飾演瑞德·巴特勒的角色，然而在拍攝期間，保田因從推土機上摔下來而受傷，使他因而無法參與該音樂劇的演出。
2013年3月27日，寶田與導演加雷斯·爱德华在《哥斯拉》片場合影，並表示將在電影客串過一位移民局官員，但他的戲份最終在成片中被刪減。愛德華後來表示自己“十分後悔”刪除他的戲份，儘管沒出現在電影中，寶田明的名字依然在片尾演員表上出現。
晚年，寶田因身體不佳而多次住院和出院。2022年3月10日，在同年4月上映的電影《若世上沒有櫻花》的舞台發表會中，因背痛加重而坐在輪椅上登台。次日，他因身體狀況不佳而住院，13日晚間，病情突然發生變化，並在14日凌晨12點31分因肺炎病逝，享壽87歲。

## 作品

### 電影
| 年份 | 標題                               | 角色           | 性質     | 備註   |
| ---- | ---------------------------------- | -------------- | -------- | ------ |
| 1954 | 自由鍾聲                           | 增田宗太郎     |          | [ 19 ] |
| 1954 | 水着の花嫁                         | 櫻井正男       |          | [ 20 ] |
| 1954 | 哥吉拉                             | 尾形秀人       | 男主角   |        |
| 1955 | 獸人雪男                           | 飯島高志       | 男主角   |        |
| 1956 | 浪漫的女兒                         | 久保田         |          |        |
| 1957 | 在愛的翅膀上                       | 恭須智光       |          |        |
| 1957 | 青色山脈                           | 沼田玉男       | 男主角   |        |
| 1957 | 彩虹在我的胸膛                     | 伊藤達男       | 男主角   |        |
| 1958 | 東京假期                           | ジョージ田中   |          |        |
| 1959 | 日本誕生                           | 若帶日子命     |          |        |
| 1959 | 劍豪情史                           | 苅部十郎太     |          |        |
| 1960 | 太平洋之嵐                         | 通信參謀       |          |        |
| 1960 | 娘・妻・母                         | 坂西礼二       |          |        |
| 1961 | 世界大戰爭                         | 高野           |          |        |
| 1961 | 小早川家的夏末                     | 寺本忠         |          |        |
| 1962 | 放浪記                             | 福池光繼       |          |        |
| 1964 | 摩斯拉對哥吉拉                     | 酒井市郎       | 男主角   |        |
| 1965 | 100發100中                         | 安德魯星野     | 男主角   |        |
| 1965 | '怪獸大戰爭                        | 富士一夫       | 男主角   |        |
| 1966 | 哥吉拉·伊比拉·摩斯拉_南海大決鬥    | 吉村           | 男主角   |        |
| 1967 | 金剛的逆襲                         | 野村次郎       |          |        |
| 1968 | 空想天國                           | 前野孝         |          |        |
| 1969 | 緯度0大作戰                        | 田代健         | 主角     |        |
| 1990 | 鴻運女                             | 犬飼           |          |        |
| 1992 | 民波女人                           | 總支配人       |          |        |
| 1992 | 哥吉拉vs摩斯拉                     | 南野丈二       |          |        |
| 1996 | 必死無疑！主水死了                 | 水野忠邦       | 特別出演 |        |
| 1997 | 證人保護的婦女                     | 警察局長       |          |        |
| 2000 | 世界奇妙物語2000年電影特別版：雪山 | 真邊春臣       |          |        |
| 2004 | 哥吉拉 最後戰役                    | 醍醐直太郎     |          |        |
| 2005 | 幻想曲                             | 鯉魚堀金太郎   |          |        |
| 2007 | 導演萬歲！                         | 白色奔馳紳士   |          |        |
| 2014 | 哥斯拉                             | 日本移民局官員 | 刪除片段 |        |
| 2018 | 大佛廻国：The Great Buddha Arrival | 說書人         |          |        |
| 2018 | 亂水橋1989回憶                     |                |          |        |
| 2019 | 與我共舞                           | 馬丁·上田      |          |        |
| 2022 | 若世上沒有櫻花                     | 敬三           |          | [ 21 ] |

### 電視劇
- 白鳥麗子 (1993年)
- 德川慶喜 (1998) (鷹司政通)
- 小媽媽的天空（日语：私の青空） (2000) 村井城二
- 圣徳太子（电视剧）（日语：聖徳太子 (テレビドラマ)） (2001) (物部守屋)
- 搖滾的花子（日语：ロッカーのハナコさん） (2002) (辰巳會長)
- 坂上之雲 (2009) (陸奥宗光)
- 康乃馨 (2011) (松坂清三郎)
- 經世濟民的男人 (2015) (池田成彬)
- 和平之路（日语：やすらぎの刻〜道） (2019) （牧田喜重）

### 配音角色

#### 真人
- 風流特務胭脂虎（英语：The Ambushers (film)） (Matt Helm)
- CATS貓 (劇院貓高斯（英语：Gus the Theatre Cat），(伊恩·麦凯伦演出)[22]
- 杜立德 (杜立德醫生)
- 謀殺者行動（英语：Murderers' Row (film)） (Matt Helm)

#### 動畫
- 阿拉丁 (1992) (賈方（英语：Jafar_(Disney)）)[23][24]
  - 賈方復仇記[24][25]
- 米老鼠群星會（英语：House of Mouse） (瑞根教授、賈方)[24]
- 妙妙探 (瑞根教授)[26]
- 星際大戰：反抗軍起義 本杜（Bendu）[27]

### 電子遊戲
- 東京迪士尼海洋冒險 ~Losing of Jewel's Secret (賈方)
- 王國之心 (2002) (賈方)[24][28]
- 王國之心II(賈方)[24]
- 王國之心：編碼重製版 (2010) (賈方)[24]

### 舞台劇
- 窈窕淑女
- 南太平洋（音樂劇）（英语：South Pacific (musical)）

### 其他
- 東京迪士尼樂園遊樂設施：鄉村熊狂歡節（英语：Country Bear Jamboree） (Henry)

## 外部連結
- 宝田 明 （页面存档备份，存于） - フジプランニング
- 宝田明 | 日本近代演劇デジタル・オーラル・ヒストリー・アーカイヴ （页面存档备份，存于）
- Akira Takarada在互联网电影资料库（IMDb）上的資料（英文）
- 宝田明 - テレビドラマ人名録 - ◇テレビドラマデータベース◇ （页面存档备份，存于）
- 寶田明 - NHK人物録

- with Akira Takarada （页面存档备份，存于） - 公式サイト